# Mesterolona
Mesterolona é um androgênio. Trata-se de um fármaco utilizado em casos de hipogonadismo e oligospermia, por via oral.